# (58418) Luguhu
(58418) Luguhu est un astéroïde de la ceinture principale.

## Description
(58418) Luguhu est un astéroïde de la ceinture principale. Il fut découvert le 26 janvier 1996 à la station de Xinglong par l'observatoire de Xinglong. Il présente une orbite caractérisée par un demi-grand axe de 3,17 UA, une excentricité de 0,18 et une inclinaison de 28,4° par rapport à l'écliptique.

## Compléments